# Eucynorta atra
Eucynorta atra is een hooiwagen uit de familie Cosmetidae.